# Artajona
Artajona là một đô thị trong tỉnh và cộng đồng tự trị Navarre, Tây Ban Nha. Đô thị này có diện tích là 66,9 ki-lô-mét vuông, dân số năm 2007 là 1710 người.
Đô thị nằm ở độ cao 427 m trên mực nước biển.
Các đô thị giáp ranh: Mendigorría, Obanos, Añorbe, Barásoain, Garínoain, Pueyo, Tafalla et Larraga.

## Biến động dân số
| Biến động dân số                                       | Biến động dân số | Biến động dân số | Biến động dân số | Biến động dân số | Biến động dân số | Biến động dân số | Biến động dân số | Biến động dân số | Biến động dân số | Biến động dân số |
| 1996                                                   | 1998             | 1999             | 2000             | 2001             | 2002             | 2003             | 2004             | 2005             | 2006             | 2007             |
| ------------------------------------------------------ | ---------------- | ---------------- | ---------------- | ---------------- | ---------------- | ---------------- | ---------------- | ---------------- | ---------------- | ---------------- |
| 1 676                                                  | 1 637            | 1 689            | 1 679            | 1 674            | 1 717            | 1 699            | 1 666            | 1 700            | 1 715            | 1 710            |
| Nguồn: Artajona et instituto de estadística de navarra |                  |                  |                  |                  |                  |                  |                  |                  |                  |                  |